# غوريت كادمان
غوريت كادمان (بالعبرية: גורית קדמן‏) (2 مارس 1897 - 27 مارس 1987) كانت مدربة رقص ومصممة رقصات إسرائيلية، وتعتبر أم الرقص الشعبي الإسرائيلي.
في عام 1981 حصلت على جائزة إسرائيل في ثقافة الرقص. 

## حياتها
ولدت باسم غيرترود (غيرت) لوفينشتاين (لاحقًا غوريت كادمان) في لايبزيغ بألمانيا لعائلة يهودية مندمجة تعود جذورها إلى براغ في التشيك. وكانت في شبابها نشطة في حركة الشباب الألمانية الطائر المتجول Wandervogel. 
وفي عام 1919 تزوجت من ليو كاوفمان، وانضم الزوجان إلى حركة الشباب الصهيوني بلاو فايس، وبدءا التدريب الزراعي استعدادًا للحياة في فلسطين. ووُلد ابنها رافائيل قبل مغادرتهم.
وفي عام 1920 هاجروا إلى فلسطين تحت الانتداب وكانوا من بين مؤسسي مستوطنة حفتسي باه الجماعية، بالقرب من الخضيرة أولاً، حيث أنجبا ابن آخر هو أمنون، ثم في موقعها الدائم في وادي جزرعيل. ولاحقا قاموا بتغيير اسم العائلة إلى كادمان وغيرت اسمها من غيرت إلى غوريت. 
وفي عام 1925 رافقت زوجها في مهمة تعليمية إلى النمسا، حيث ولدت ابنتهما أيالا. وعند عودتهم تم تعيين ليو في الهستدروت. وفي عام 1931 غادرت العائلة الكيبوتس وانتقلت إلى تل أبيب.

## جوائز
- في عام 1981 حصلت على جائزة إسرائيل في ثقافة الرقص. [1]

## روابط خارجية
- تفاصيل جميع رقصات جوريت كادمان